# SS City of Rio de Janeiro
El SS City of Rio de Janeiro fue un buque de pasajeros con casco de hierro y propulsión a vapor, botado en 1878, que navegaba entre San Francisco y varios puertos del Pacífico asiático. El 22 de febrero de 1901, el buque se hundió tras chocar contra un arrecife sumergido a la entrada de la bahía de San Francisco cuando navegaba desde Hong Kong. De los aproximadamente 220 pasajeros y tripulantes que iban a bordo, menos de 85 personas sobrevivieron al hundimiento, mientras que otras 135 murieron en la catástrofe. El pecio se encuentra a 87 m (287 pies) de profundidad frente al Golden Gate y está inscrito en el Registro Nacional de Lugares Históricos de EE.UU. como de importancia nacional.
El City of Rio de Janeiro fue uno de los muchos barcos que se perdieron debido a las difíciles condiciones de navegación de la zona.

## Hundimiento

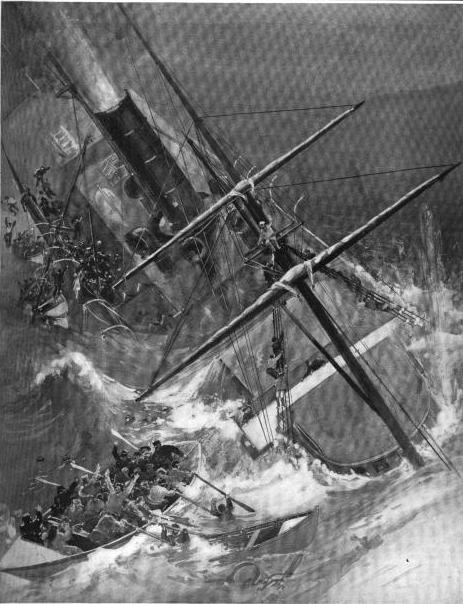
Dibujo del naufragio.

El 22 de febrero de 1901, mientras intentaba atravesar el Golden Gate en medio de una espesa niebla, camino de su puerto base de San Francisco, el City of Rio de Janeiro chocó contra unas rocas, al parecer en la parte sur del estrecho, a la altura de Fort Point o cerca de él, y se hundió de popa.
Los daños fueron considerables. Gran parte de la parte inferior del buque había quedado abierta por la colisión, lo que permitió que el agua de mar llenara rápidamente las bodegas de carga y la sala de máquinas. El barco se construyó en 1878, antes de que se utilizaran mamparos estancos, por lo que se hundió en menos de diez minutos. Los restos se encontraron a 87 metros de profundidad.
Hubo mucha confusión porque los oficiales eran estadounidenses de habla inglesa, mientras que los marineros eran chinos que no hablaban inglés. El resultado fue que se lanzaron pocos botes salvavidas.
La catástrofe se produjo rápidamente y en medio de una densa niebla. El vigía de la estación de salvamento de Fort Point, a sólo unos cientos de metros de distancia, no se percató de la situación durante dos horas, hasta que se avistó un bote salvavidas emergiendo de la niebla. Afortunadamente, pescadores italianos estaban cerca y pudieron rescatar a los supervivientes que se aferraban a los restos flotantes. Uno de esos rescatadores, Gaspare Palazzolo, de Terrasini (Sicilia), capitán de la embarcación Citta di N.Y., recibió una medalla de oro del Banco Italo-Americana di San Francisco por su heroísmo.
De las 210 personas que iban a bordo, 82 fueron rescatadas pero 128 murieron. El capitán, William Ward, estaba entre los muertos. Ya había dicho que si alguna vez se enfrentaba a una situación semejante, se hundiría con su barco. En el naufragio perdieron la vida Rounsevelle Wildman, cónsul general de EE. UU. en Hong Kong, su esposa y sus dos hijos, que se dirigían a Washington D. C. para asistir a la toma de posesión de William McKinley.
Poco después del hundimiento del SS City of Rio de Janeiro, el Congreso de los Estados Unidos aprobó la financiación de un faro en Mile Rocks, donde se produjo el hundimiento.  El Servicio de Faros de los Estados Unidos había colocado previamente una boya de campana en 1889 cerca de las rocas; sin embargo, las fuertes corrientes de la zona arrastraban la boya bajo la superficie del agua y la dejaban a la deriva.